# Línea Zaragoza-Sagunto
La línea Zaragoza-Sagunto, denominada oficialmente como la línea Sagunto-Bifurcación de Teruel, es una línea férrea española que enlaza Zaragoza con Sagunto a través de Teruel. Se trata de una línea de ancho ibérico (1668 mm), no electrificada y en vía única. El trazado posee en total una longitud de 314,9 kilómetros. Siguiendo la catalogación de Adif, es la «línea 610».
La línea férrea está constituida en base a dos antiguos trazados: las líneas Calatayud-Valencia y Caminreal-Zaragoza. De la primera, inaugurada en 1902, solo queda en servicio actualmente la sección Caminreal-Sagunto. De la segunda, inaugurada en 1933, se mantiene en servicio la mayor parte de su trazado. En ambos casos las obras corrieron a cargo de la Compañía del Ferrocarril Central de Aragón, empresa de capital belga que consiguió así establecer un enlace más directo por tren entre Aragón y Levante. En 1941 la gestión de las infraestructuras pasó a manos de la empresa estatal RENFE.
El trazado entró en declive durante la segunda mitad del siglo XX con la caída del tráfico ferroviario. A esto se sumó la falta de inversiones, que se tradujo en un progresivo envejecimiento de las infraestructuras y en un deterioro de los servicios. No obstante, desde hace algunos años las infraestructuras se encuentran sometidas a diversos trabajos de reforma con vistas a su electrificación parcial y su adaptación para acoger las circulaciones del eje Cantábrico-Mediterráneo. En la actualidad el ente público Adif es el titular de todas las instalaciones, siendo empleada la línea por trenes de pasajeros y mercancías.

## Historia

### Orígenes y construcción
Desde la década de 1870 hubo varios proyectos e intentos para establecer una conexión ferroviaria que enlazara Calatayud, Teruel y Sagunto, si bien todos ellos terminarían fracasando. La Compañía del Ferrocarril Central de Aragón, constituida en 1894, fue la que finalmente llevó a cabo las obras de la línea que uniría Calatayud y Valencia. Entre 1897 y 1900 se fueron finalizando los distintos tramos comprendidos entre Sagunto y el Puerto de Escandón. Mayor dificultad alcanzó la construcción de otros tramos por la orografía de la zona. El 28 de junio de 1901 se concluyó la construcción de la sección Calatayud-Puerto de Escandón, estando operativo todo el trazado para el mes de agosto. En la capital valenciana se construyó una estación de carácter terminal para acoger a los trenes procedentes del norte, la estación de Valencia-Alameda, inaugurada en 1902. El tramo entre Sagunto y Valencia también fue inaugurado ese año, tras lo cual se completó la construcción de esta línea férrea.  
Durante muchos años el trazado Calatayud-Valencia coexistió en paralelo con el llamado ferrocarril de Ojos Negros, una línea de vía estrecha que era propiedad de la compañía Sierra Menera. Este trazado permitía el enlace por tren de la cuenca minera de Ojos Negros con el puerto de Sagunto.
La Compañía del Ferrocarril Central de Aragón adquirió el ferrocarril de Cariñena a Zaragoza, de vía estrecha, con la idea de aprovechar su trazado y establecer una nueva línea de ancho ibérico que llegase hasta la capital aragonesa. Las obras transcurrieron entre 1930 y 1933. La nueva línea Caminreal-Zaragoza fue inaugurada el 2 de abril de 1933, en medio de grandes celebraciones populares. La bifurcación entre este nuevo trazado y la línea Calatayud-Valencia se realizaba en la estación de Caminreal. En la capital maña se levantó una terminal para esta línea, la estación de Zaragoza-Delicias, inaugurada en 1932.

### Explotación y evolución
Durante el transcurso de la Guerra Civil una parte de las infraestructuras resultó gravemente dañada en el transcurso de los combates, así como por los bombardeos, siendo destruidos varios viaductos y un porcentaje considerable de la vía. En 1941, con la nacionalización de la red ferroviaria de ancho ibérico, la línea pasó a ser gestionada por RENFE. Bajo la nueva compañía se introduciría paulatinamente la tracción diésel, en detrimento de las históricas locomotoras de vapor, y se potenció la conexión ferroviaria Zaragoza-Teruel mediante ferrobuses o servicios modernos como el TAF y el TER.  
En 1972 se clausuró al tráfico el ferrocarril de vía estrecha de Ojos Negros, debido a los elevados costes de mantenimiento. La empresa minera y RENFE firmaron un convenio mediante el cual se construyó un ramal de ancho ibérico entre las minas de Ojos Negros y la estación de Santa Eulalia del Campo que permitiera la salida del mineral extraído a través del tramo Teruel-Sagunto. Así, durante los siguientes años circularían convoyes mineros por la línea, hasta el embarcadero habilitado en el puerto de Sagunto. Esta situación se mantuvo hasta diciembre de 1986, cuando se puso fin al transporte ferroviario de mineral de hierro. Desde esa fecha el ramal de Ojos Negros quedó inactivo, si bien el trazado no se ha desmantelado.
En enero de 1985 fue clausurado al tráfico el tramo comprendido entre las estaciones de Caminreal y Calatayud por falta de rentabilidad económica, así como el abandonado tramo Sagunto-Valencia paralelo a la línea Tarragona-Valencia. Desde ese momento los trazados entre Caminreal-Sagunto y Caminreal-Zaragoza acabaron constituyendo una única línea férrea.
En enero de 2005, con la división de RENFE en Renfe Operadora y Adif, la línea pasó a depender de esta última.
En los últimos años se han acometido diversas obras de importancia en el trazado. A comienzos de 2009 se puso en marcha la construcción de un ramal ferroviario que, partiendo de la estación de Cella, enlaza la línea con el aeropuerto de Teruel y la Plataforma Logística de Teruel (PLATEA). Por otro lado, esta línea está llamada a ser uno de los ejes del llamado «Corredor Cantábrico-Mediterráneo», por lo que se ha procedido a una renovación completa de las vías y traviesas; también se han reformado varias estaciones a lo largo del trazado para adaptarlos como apartaderos de 750 metros de longitud para trenes de mercancías. En conjunto, todas estas intervenciones van encaminadas a facilitar un aumento del tráfico ferroviario por la misma. Dentro del proceso de modernización que atraviesa la línea, en enero de 2020 comenzaron los trabajos para la electrificación del tramo Zaragoza-Teruel, el cual está previsto que quede completado para 2022-2023, cosa que no ha sucedido.

## Trazado y características
La línea Zaragoza-Sagunto se trata de un ferrocarril convencional de ancho ibérico (1.668 mm), de vía única y sin electrificar. El trazado tiene una longitud total de 314,9 kilómetros. Aunque hasta fechas recientes ha constituido una línea férrea de carácter secundario en el contexto de la red ferroviaria española, su punto fuerte se encuentra en el hecho de que esta constituye un enlace más directo por ferrocarril entre el valle del Ebro y el Levante. El trazado sigue el kilometraje original de la línea férrea entre Calatayud y Valencia, por lo que la sección Caminreal-Sagunto toma Calatayud como punto de partida (a pesar del hecho de que la sección Calatayud-Caminreal ya no existe). El kilometraje del resto de la línea se corresponde con el histórico trazado entre Zaragoza y Caminreal, tomando esta última como punto de partida hacia la capital aragonesa.

## Tráfico

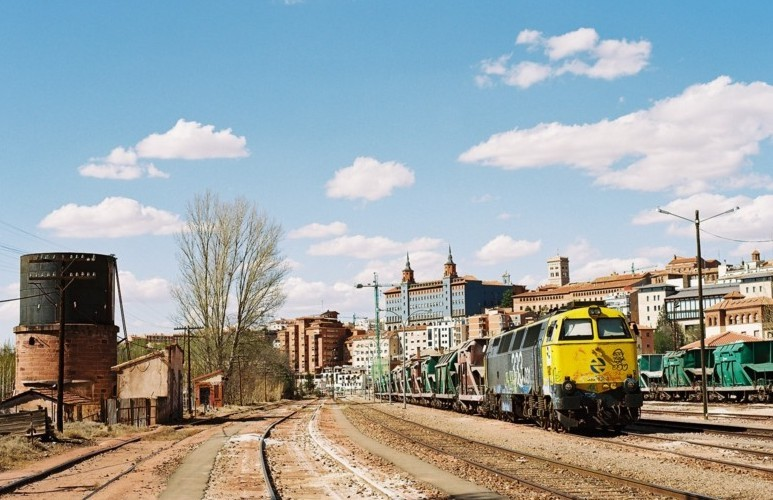
Un tren de mercancías en la estación de Teruel, en 2005.

La línea no cuenta con tráfico de pasajeros de largo recorrido, limitándose este a la circulación de servicios Media Distancia y Regionales. Los servicios de Cercanías también tienen un cierto peso. En este sentido, el trazado comprendido entre Caudiel y Sagunto forma parte de la línea C-5 de la red de Cercanías Valencia. Situación bien distinta es lo referente al tráfico de mercancías, cuya circulación en los últimos tiempos ha experimentado un fuerte incremento gracias a la mejora de las infraestructuras. Si en 2017 circularon por la línea una media tres trenes semanales, para 2020 esta cifra había aumentado hasta una media de treinta trenes mercantes semanales.